# Fundoplikacja Nissena

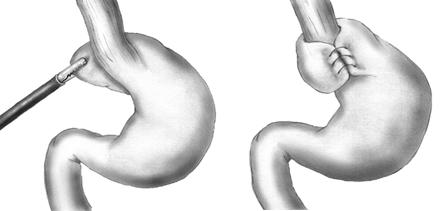
Schemat techniki zabiegu.

Fundoplikacja Nissena – przyszycie zmobilizowanego (uwolnionego) dna żołądka wokół dolnej części przełyku u chorych z zarzucaniem żołądkowo-przełykowym jak i przepukliną rozworu przełykowego przepony.